# Der Fluch (Roman)
Der Fluch (im Original: Thinner) ist ein Roman des amerikanischen Schriftstellers Stephen King aus dem Jahr 1984, der als fünfter Roman unter dem Pseudonym „Richard Bachman“ herausgegeben wurde und zu dessen Enttarnung führte. Veröffentlicht wurde er durch den Verlag NAL (New American Library) im November 1984. Die deutsche Übersetzung von Nora Jensen veröffentlichte der Heyne Verlag im darauffolgenden Jahr.

## Inhalt
Der übergewichtige Anwalt Billy Halleck überfährt während eines Ausflugs mit seiner Frau Heidi eine Zigeunerin, während seine Frau ihn sexuell befriedigt. In einem Strafverfahren, das durch den befreundeten Richter Carry Rossington geführt wird, wird Billy freigesprochen, da auch der örtliche Polizeichef Duncan Hopley das Ermittlungsverfahren gegen den Anwalt behindert und die Zigeuner der Stadt verwiesen hat.
Der Vater der Toten, Taduz Lemke, belegt Billy auf den Stufen zum Gerichtsgebäude mit einem Fluch. Fortan verliert der dicke Billy Halleck jeden Tag an Gewicht. Anfangs freut er sich über die Ergebnisse seiner „Diät“, doch schnell schwenkt seine Freude in Angst um. Mehrere ärztliche Untersuchungen liefern keine Erklärungen für die Gewichtsabnahme des Anwalts. Gemeinsam mit dem Hausarzt Housten versucht seine Frau Heidi, Billy für verrückt zu erklären und in eine Klinik einzuweisen, die mehr über sein Abmagern in Erfahrung bringen soll, wogegen Billy sich wehrt.
Schließlich erfährt er, dass auch Richter Rossington und Polizeichef Hopley mit einem Fluch belegt wurden. Der Richter entwickelt sich in eine riesengroße Eidechse, Polizeichef Hopley hat eitrige Geschwüre im gesamten Gesicht und erschießt sich kurz nach Billys Besuch.
Aus Verzweiflung wird Billy auch wütend auf Heidi, die ihn noch niemals zuvor derart befriedigt hat und es wird klar, dass der Unfall zu verhindern gewesen wäre, wäre er nicht so erregt gewesen. Er begibt sich auf die Suche nach den Zigeunern, und hofft, so den auf ihm lastenden Fluch loszuwerden.
Billy kann die Zigeuner ausfindig machen, doch dort wird er nur als Mörder beschimpft. Der alte Taduz nimmt trotz Flehens den Fluch nicht von Billy, und dieser belegt die Zigeuner mit dem „Fluch des weißen Mannes aus der Stadt“. Sein Freund, der New Yorker Mafioso und Restaurantbetreiber Richard Ginelli hilft Billy bei seinem Konflikt mit den Zigeunern. Mehrere zum Teil fast tödliche Anschläge durch Ginelli bewegen Taduz Lemke, den Fluch doch von Billy zu nehmen und mit Billys Blut in einen eigens hierfür mitgebrachten Kuchen zu verbannen.
Diesen Kuchen muss Billy jemandem zu essen geben, damit der Fluch auf diesen übergeht. Nach seiner Rückkehr nach Hause schenkt Billy den Kuchen seiner Frau Heidi, wohl um sich für die Geschehnisse zu rächen. Am nächsten Morgen stellt Billy überrascht fest, dass seine Frau gemeinsam mit seiner gerade zurückgekehrten Tochter von dem Kuchen gegessen hat. Er nimmt sich das letzte Stück Kuchen und isst es.

## Enttarnung des Pseudonyms
Der Roman war, anders als die vier zuvor unter dem Pseudonym Richard Bachman erschienenen Werke, erst Mitte der 1980er Jahre entstanden und unterschied sich in der sprachlichen Prägung und vom Erzählrhythmus stark davon. Vielmehr entsprach der Roman dem Stil der typischen King-Bücher, was den Buchhändler Stephen Brown dazu veranlasste, sich die vier vorhergehenden Bachman-Bücher genauer anzusehen. Stephen Brown enttarnte schließlich das King-Pseudonym „Richard Bachman“.
Bis zum Zeitpunkt der Aufdeckung des Pseudonyms wurden 28.000 Exemplare des Romans durch den Verlag NAL (New American Library) verkauft. Durch Browns Enttarnung wurden in den USA schließlich 280.000 Exemplare des Buches verkauft und der Roman erreichte die Bestsellerlisten. Bevor das Pseudonym Bachman gelüftet wurde, lobte ein Kritiker dieses Buch und meinte, es sei ein Buch, wie King es gerne schreiben würde, wenn er denn schreiben könnte.

## Wissenswertes
- Der Roman wurde durch den Regisseur Tom Holland 1996 unter dem Titel Thinner – Der Fluch verfilmt.
- Die Figur des Mafioso Richard Ginelli taucht auch in dem unvollendeten Internetroman The Plant auf. Welche Rolle ihm dort zugestanden werden sollte, ist unbekannt.
- Der Name Ginelli findet auch im Buch Drei aus Stephen Kings Der-Dunkle-Turm-Reihe in Zusammenhang mit einem New Yorker Polizisten Erwähnung, der sich erhofft, vielleicht an einen der „großen Fische“ wie Balazar oder Ginelli heranzukommen.
- Ursprünglich sollte der Roman den Titel Gypsie Pie („Zigeunerkuchen“) tragen; dies missfiel dem Verlag, da dieser Titel das Ende zu stark vorweggenommen hätte.
- King erwähnt sich selbst, als er meint, diese Geschichte klinge wie ein Roman von Stephen King.